# Гундеред
Гундере́д (лат. Gunderedus, ісп. Gunderedo), або Гунро́д (давньоскан. Gudrød; ? — 970) — ватажок вікінгів, які займалися розбоєм на Піренейському півострові. Згадується у іспанських джерелах ХІ—XII століть: «Хроніці Сампіро», «Тихій історії», «Хроніці Пелайо Овієдівського», «Нахерській хроніці». Точне походження невідоме. Серед гіпотез — Гудродр (давньоскан. Guðrøðr) із «Земного кола», син норвезького короля Гаральда I; або так званий морський конунг з «Тули про імена», брат Гаральда II. Мав постійну базу на Луарі, звідки здійснював набіги на узбережжя півострова. У березні 968 року напав на Галісію в Леонському королівстві: поруйнував багато містечок і сіл Компостельського єпископства. Переміг сили єпископа Сіснандо Мендеса у битві при Форнелосі, а його самого вбив у бою. Тоді ж захопив Компостелу, вирізав її жителів. Оселився зі своїми вояками в Галісії, де провів півтора року. Через епідемію втратив частину війська. Воював проти наступного компостельського єпископа святого Росендо. Загинув у битві з військами графа Гонсало (Гільйома) Санчеса.

## Імена
- Гундаред (лат. Gundaredus) — ім'я з іспанських хронік[2][5][6].
- Гундеред (лат. Gunderedus) — так само[2][5][6].
- Гундіред (лат. Gundiredus) — так само[2][5][6].
- Гундерік (лат. Gundericus) — так само[2][5][6].
- Гунрод, Гунред (давньоскан. Gunrod, Gunrød) — гіпотетичний давньоскандинавський відповідник[2][5][6].